# Erdtaube
Die Erdtaube (Trugon terrestris), auch Dickschnabel-Erdtaube oder Neuguinea-Erdtaube genannt, ist eine Art der Taubenvögel. Sie ist die einzige Vertreterin der Gattung der Dickschnabel-Erdtauben. Sie kommt in mehreren Unterarten nur in einem kleinen Gebiet in Südostasien vor. Der Unterschied zwischen den einzelnen Unterarten ist jedoch nur sehr geringfügig, von manchen Autoren wird daher bezweifelt, ob diese Aufteilung gerechtfertigt ist.

## Erscheinungsbild
Die Erdtaube erreicht eine Körperlänge von 32 bis 36 Zentimetern. Sie entspricht damit in der Größe einer Stadttaube. Sie ist jedoch deutlich kurzschwänziger und langbeiniger. Der Schnabel ist auffallend dick. Sie weist außerdem einen kurzen, nach hinten gerichteten Federschopf am Nacken auf. Ihr Körperbau wirkt dadurch insgesamt fasanenähnlich. Es besteht kein Geschlechtsdimorphismus.
Die Stirn ist hellrosa, während der Oberkopf und der Nacken dunkel blaugrau sind. Die Kehle ist hellgelb und der Ohrfleck ist gelbbraun. Von der Kehle zum Ohrfleck verläuft ein breiter blaugrauer Streifen. Brust, Hals, Mantel, Rücken, Bürzel sowie die Schwanzoberseite sind dunkelgrau, wobei der Hals, die Brust und der Mantel etwas bläulicher wirken. Die Flügeldecken sind grau. Der Bauch ist cremeweiß. Der Schnabel ist an der Basis dunkelgrau und hellt zur Spitze hin hornfarben auf. Die Augenringe sind dunkelgrau.
Auffliegende Erdtauben erzeugen ein schwirrendes Fluggeräusch. Der Instrumentallaut erinnert an den der Rebhühner.

## Verbreitung, Lebensraum und Verhalten
Das Verbreitungsgebiet der Erdtaube umfasst Neuguinea und Salawati,  eine 1623 km² Hauptinseln des Archipels von Raja Ampat vor der Küste Westneuguineas (Indonesien). Die Erdtaube bewohnt nur Tieflandwälder und kommt in Regen- und Monsunwäldern vor. Sie ist ein ausgesprochener Bodenbewohner, die ihr Nest auch auf dem Boden errichtet. Sie verwendet dabei für eine Taube verhältnismäßig viel Nistmaterial. Das Gelege besteht nur aus einem Ei.

## Systematik
Als nah verwandte Art gilt die Große Salomonen-Erdtaube (Microgoura meeki), die zu Beginn des 20. Jahrhunderts ausstarb. Mit der Fasantaube teilt sie vermutlich einen gemeinsamen Vorfahren.